# Brøndum Hovedgård
Brøndum Hovedgård, nu Brøndumgård er en hovedgård beliggende Aalborgvej 191, Brøndum i Skarp Salling Sogn, Slet Herred, Jylland.
Brøndum blev 1397 af Anders Globs enke solgt til ridder Christian Vendelbo, hvis enke Elne Bugge 1401 solgte den til dronning Margrete, som samtidig udkøbte andre ejere, nemlig hr. Elef Elefsen, der havde erhvervet et åbent brev på godset "Brynnom" af en vis fru Erenbold, og Peder Nielsen (Gyldenstierne) af Ågård, der havde erhvervet sin ejendom i den fra hr. Jens Lykke. 1579 mageskiftede Kronen den til Henrik Gyldenstierne til Ågård; 1757 og 1794 var den reduceret en bondegård (12 tønder hartkorn) under Krastrup; 1804 blev den frasolgt. I 1900 hed ejeren J.C. Norss.